# Pavel Kopřiva
Pavel Kopřiva (* 6. září 1968 Duchcov) je konceptuální a sklářský umělec.

## Život
Žije v Kamenickém Šenově a v Praze.
Vystudoval obor šperk na Střední uměleckoprůmyslové škole v Jablonci nad Nisou a sklo na VŠUP v Praze u Jiřího Harcuby a intermediální tvorbu u Adély Matasové.
Studoval v Pilchuck Glass School v USA. Vyučoval v Corning Glass Studio v USA a v Marinha Grande v Portugalsku.
V roce 2006 společně se ženou Karolinou vyučoval v Bild-Werk Frauenau v Německu.
V roce 2007 se stal vedoucím ateliéru Interaktivní média na Fakultě umění a designu UJEP Ústí nad Labem.
Jeho hlavním zájmem je kombinace technik, zejména skla s novými médii].
Zabýval se výzkumem využití nanovláken a počítačem řízeného světla v kombinaci se zrcadly.
Od roku 2007 vede Ateliér interaktivní médií na Univerzitě J. E. Purkyně v Ústí nad Labem.
Vytváří především instalace a objektů z plochého skla v kombinaci s jinými materiály.
Jeho oblíbenou technikou je pokovené sklo stříbrem nebo titanem.
Zúčastnil se slavných mezinárodních sklářských sympozií pořádaných v Novém Boru od osmdesátých let.
Reprezentoval Českou republiku na prestižní výstavě současného umění Manifesta1 v Rotterdamu a na Moskevském bienále.
Od roku 2014 je ředitelem Střední uměleckoprůmyslové školy sklářské (SUPŠS) v Kamenickém Šenově.

## Studia
- 1982–1986 SUPŠ bižuterní v Jablonci nad Nisou
- 1987–1989 Katedra výtvarné výchovy - Pedagogická Fakulta v Ústí nad Labem
- 1989–1995 Vysoká škola uměleckoprůmyslová v Praze (prof. Harcuba, prof. Matasová, Mga.)
- 2000–2004 Vysoká škola uměleckoprůmyslová v Praze (doktorské studium, Ph.D)

## Pedagogická činnost
- 1997–2003 odborný asistent ateliéru konceptuální a intermediální tvorby na VŠUP Praha
- 2004–2007 odborný asistent ateliéru vizuální komunikace Technická univerzita Liberec
- od 2007 vedoucí ateliéru Interaktivní media FUD, UJEP Ústí nad Labem
- od 2014 ředitel SUPŠS v Kamenickém Šenově

## Samostatné výstavy
- 2022 „Nejasná realita“ Galerie E. Filly, Ústí nad Labem
- 2021  “Vlna za vlnou”  Galerie Gama, FEI Pardubice
- 2020   “ Desinfekce”  Galerie Gama, FEI Pardubice
- 2019  “ Jindřichův model” Galerie Berlínskej model, Praha, CZ
  - “Lokální problem” Vodárenská věž, Kolín, CZ
- 2017 „War Zone“ Galerie moderního umění, Roudnice nad Labem, CZ  (spolu s Jiřím Černickým)
- 2014 "Přímý přenos " Galerie středočeského kraje GASK, Kutná hora
- 2013 „Kopřiva –Kopřivová“ galerie Cube x Cube, Kryštofovo údolí, CZ
- 2012 „EVERYBODY NEEDS THE PODIUM II“ Galerie Die Aktualitet des schonen, Liberec
- 2011 „EVERYBODY NEEDS THE PODIUM II“ Galerie Rampa, Ústí nad Labem
  - "LESNÍ SMĚS" Sklářské Muzeum, Nový Bor, CZ (spolu s Karolinou Kopřivovou)
- 2010 "HEAVY DUTY (HD) " Galerie Via Art, Praha
  - "Glas-Kunst-Orte" Galerie Neues Rathaus, Weiden, D (spolu s Wilken Skurk, Karolina  Kopřivová, Annette Beizenherz)
- 2009 "VŠE JE TAK POMALÉ" Galerie moderního uměni, Roudnice nad Labem
- 2008 „KOSMETIKA“ Galerie Špejchar, Chomutov
- 2006  „EVERYBODY NEEDS A PODIUM“ Gallery Spaces,Cleveland,Ohio,USA
- 2005 „Malé zbraně“ Galerie Jelení, Praha
  - „Spygame“ Galerie Sokolská 26, Ostrava
  - „Spygame“ Galerie Raketa, Ústí nad Labem
- 2004 „Kůže chameleona“ Galerie VŠUP, Praha

- 2003 „POHYBLIVÉ INSTALACE“ performance společně s divadlem Buchty a loutky,              
  - studio Švandova divadla Praha
- 2002 „MAY DAY“ Galerie U kostela, Bílina
- 2001 „MAY DAY“ České muzeum výtvarných umění, Praha
- 1999 "Mělký povrch" Galerie Die Aktualitet des schonen, Liberec                    
  - "AREA 51" Galerie V.Špály, Praha
  - "AREA 51" Galerie ICA-D, Dunauvarosz, H
- 1998 "Mělký povrch" Galerie mladých / U Dobrého pastýře, Brno
- 1997  "Vybledlí" Galerie U bílého jednorožce ,Klatovy /s J.Černickým/
  - "Anatomie Mechanismu" Pro Art Mercedes,Praha /s M+M, Mnichov/ PAM Activity
- 1995  "Plány nadskutečna" Galerie E.Filly,Ústí nad Labem
- 1994  "Anatomie" Galerie Suterén ,Ústí nad Labem
- 1992  Malá výstavní síň,Liberec

- 1991  Otevřená hranice bytu,Ústí nad Labem

## Zastoupení ve sbírkách
- Galerie U bílého jednorožce Klatovy CZ
- ČMVU Praha CZ
- Sklářské muzeum, Nový Bor, CZ
- Uměleckoprůmyslové muzeum Praha, CZ
- Tacoma art museum, Tacoma, USA
- GASK , Kutná hora, CZ
- Sbírka Cesty skla, Sázava, CZ
- Muzeum Skla, Kamenický Šenov CZ